# サリー・ホーキンス
サリー・ホーキンス（英語：Sally Cecilia Hawkins, 1976年4月27日 - ）は、イギリスの女優。舞台からキャリアをスタートし、その後、映画界に進出した。ゴールデングローブ賞、ベルリン国際映画祭での銀熊賞（主演女優賞）をはじめ、クリティクス・チョイス・スーパー・アワード、映画俳優組合賞、アカデミー賞で2部門、英国アカデミー賞の映画賞2部門でノミネートされるなど、数々の賞を受賞している。

## 来歴
1976年4月27日にロンドンのダリッジで、絵本作家兼イラストレーターである父のコリン・ホーキンスと母であるジャッキー・ホーキンスとの娘として生まれた。また、アードマン・アニメーションズのテレビ・映画プロデューサーで、絵本の執筆も行う5歳年上の兄、フィンバー・ホーキンスがいる。
ホーキンスはブラックヒースにある、モダン建築家であるパトリック・グウィンによって設計され、現在は重要文化財としてナショナル・トラストによって保護されているジンジャー・ブレッドハウス様式の家で育っている。3歳の時、サーカスを観に行ったことが演劇に興味を持つ切っ掛けであった。地元ダリッジのジェームズ・アレン女子校に通い、1998年に王立演劇学校を卒業した。

## キャリア
主に舞台女優としてキャリアをスタートさせ、『アナーキストの事故死』『ロミオとジュリエット』『桜の園』『空騒ぎ』『真夏の夜の夢』『Misconceptions』などの作品に出演している。また、『カジュアリティ』や『Doctors』などのテレビドラマシリーズにも出演している。1998年に学生だったホーキンスは、『スター・ウォーズ エピソード1/ファントム・メナス』にエキストラとして出演している。
2002年、マイク・リー監督の映画『人生は、時々晴れ』の中でサマンサ役を演じる。ホーキンスとリーが共演した3作品のうちの1作目となり、2作目は2004年の『ヴェラ・ドレイク』である。2004年のアクション映画『レイヤー・ケーキ』では、サシャ役で出演している。2005年、サラ・ウォーターズの小説を映画化したBBCのドラマ『フィンガースミス』の中でスーザン・トリンダー役を演じ、イメルダ・スタウントンと共演したのがホーキンスにとっての最初の主要なテレビ出演となった。その後、BBCで映画化されたパトリック・ハミルトン監督の『Twenty Thousand Streets Under the Sky』に出演。2003年から2005年にかけては、BBCのコメディー番組『リトル・ブリテン』の4つのエピソードに出演する。2005年、ロイヤル・ナショナル・シアターで上演されたフェデリコ・ガルシア・ロルカの戯曲『ベルナルダ・アルバの家』をデヴィッド・ヘアーが脚色した舞台作品に出演した。
また、ラジオで声優も務めており『Concrete Cow』『Ed Reardon's Week』『Think the Unthinkable』『Cash Cows』『山椒魚戦争』『The Party Line』など数々のラジオドラマシリーズに出演している。
2006年、ホーキンスは舞台に戻り、ロイヤル・コート・シアターで公演されたジェズ・バターワース演出の舞台『The Winterling』に出演する。2006年には、リチャード・アヨアデ演出のコメディトーク番組『Man to Man with Dean Learner』にクレジットタイトル無しで出演し、シリーズDVDに収録されたカットシーンの中で数々の無名の役を演じている。その後、アヨアデン監督の映画作品『嗤う分身』と『サブマリン』に出演する。2007年、ジェーン・オースティンの小説をテレビ映画化した作品『Persuasion』の中でアン・エリオット役を演じる。ホーキンスの演技は批評家から好評を得ており、ゴールデンニンフ賞を受賞した。また、コリン・ファレルとユアン・マクレガー主演のウディ・アレン監督作品『ウディ・アレンの夢と犯罪』の中で脇役も演じている。
2008年公開のマイク・リー監督作品の『ハッピー・ゴー・ラッキー』で3回目となる再開を果たしており、この中で演じた小学校の先生であるポピー・クロス役が第58回ベルリン国際映画祭銀熊賞や第66回ゴールデングローブ賞主演女優賞（ミュージカル・コメディ部門）を受賞した。
2013年公開の映画『ブルージャスミン』における演技が評価され、第86回アカデミー賞助演女優賞にノミネートされ、その4年後には『シェイプ・オブ・ウォーター』での演技でアカデミー主演女優賞にノミネート、作品自体は作品賞を受賞した。

## 人物
幼い頃は父親の出版イベントに好んで同行しており、そこで集まった子供たちに絵本を読み聞かせる父の姿に畏敬の念を抱いている。失読症であり、勉強に苦労したものの、持ち前の器用さと想像力で補っている。
シェイプ・オブ・ウォーターの監督を務めたギレルモ・デル・トロは、内向的な自分の弱さを逆に自身の武器として表現するため、演技に現実味が増すことからホーキンスを絶賛し、天才と呼び尊敬の念を抱いている。また、自身が知る中で最も虚弱体質で内向的かつ好奇心が強い人間であると分析している。ホーキンスは自身に関し、信じられないくらい鈍いと感じており、演技に付いては一切天才だとは感じておらず、演技に対し常に動けなくなるほどの不安に駆られており、撮影を滅茶苦茶にしたと毎回反省する。また、映画の撮影中に監督が毎回夕食に誘うも褒めちぎられることを嫌い殆ど応じないなどシャイな一面も持ち合わせる。他人に対し非常に礼儀正しいが、余計な発言をしたと後悔することが多いため、インタービューも苦手で、演者は作品で評価されるべきであるとして写真撮影も苦手としている。2018年にループスを患っていることを公表し、遠出や旅行が困難な時もあり、自身のプライバシーを非常に重要視する面から、外出も殆どしない。なお、稀に外出先で一般人に指摘されると非常に驚くと語っている。独身で未婚である。

## フィルモグラフィ
※役名の太字表記は主演。

### 映画

#### 劇場公開映画
| 年   | 題名                                                             | 役名                       | 備考                            |
| ---- | ---------------------------------------------------------------- | -------------------------- | ------------------------------- |
| 2002 | 人生は、時々晴れ All or Nothing                                  | サマンサ                   | マイク・リー監督作品            |
| 2004 | ヴェラ・ドレイク Vera Drake                                      | スーザン                   |                                 |
| 2004 | レイヤー・ケーキ Layer Cake                                      | サシャ                     |                                 |
| 2007 | ウディ・アレンの夢と犯罪 Cassandra's Dream                       | ケイト                     |                                 |
| 2008 | ハッピー・ゴー・ラッキー Happy-Go-Lucky                          | ポピー                     |                                 |
| 2009 | 17歳の肖像 An Education                                          | セイラ・ゴールドマン       |                                 |
| 2009 | デザート・フラワー Desert Flower                                 | マリリン                   |                                 |
| 2010 | わたしを離さないで Never Let Me Go                               | ルーシー先生               |                                 |
| 2010 | ファクトリー・ウーマン Made in Dagenham                          | リタ                       | 日本では劇場未公開              |
| 2011 | ジェーン・エア Jane Eyre                                         | リード夫人                 |                                 |
| 2011 | サブマリン Submarine                                             | ジル・テイト               |                                 |
| 2012 | 大いなる遺産 Great Expectations                                  | ジョーの妻                 | 日本では劇場未公開、WOWOWで放映 |
| 2013 | ブルージャスミン Blue Jasmine                                    | ジンジャー                 |                                 |
| 2013 | 嗤う分身 The Double                                              | 受付                       |                                 |
| 2014 | GODZILLA ゴジラ Godzilla                                         | ヴィヴィアン・グレアム博士 |                                 |
| 2014 | 僕と世界の方程式 X+Y                                             | ジュリー・エリス           |                                 |
| 2014 | パディントン Paddington                                          | メアリー・ブラウン         |                                 |
| 2016 | しあわせの絵の具 愛を描く人 モード・ルイス Maudie                | モード・ルイス             |                                 |
| 2017 | シェイプ・オブ・ウォーター The Shape of Water                    | イライザ                   |                                 |
| 2017 | パディントン2 Paddington 2                                       | メアリー・ブラウン         |                                 |
| 2019 | ゴジラ キング・オブ・モンスターズ Godzilla: King of the Monsters | ヴィヴィアン・グレアム博士 | [ 14 ]                          |
| 2021 | スペンサー ダイアナの決意 Spencer                                | マギー                     |                                 |
| 2021 | ファントム・オブ・ジ・オープン／夢追う男 The Phantom of the Open | ジーン･フリットクロフト    |                                 |
| 2022 | ロスト・キング 500年越しの運命 The Lost King                     | フィリッパ・ラングレー     |                                 |
| 2023 | ウォンカとチョコレート工場のはじまり Wonka                       | ウォンカの母               |                                 |
| 2025 | Bring Her Back                                                   | TBA                        |                                 |

#### テレビ映画
| 年   | 題名                                     | 役名             |
| ---- | ---------------------------------------- | ---------------- |
| 2007 | 説きふせられて Persuasion                | アン・エリオット |
| 2016 | ホロウ・クラウン/嘆きの王冠 Hollow Crown | エリナー・コバム |

### テレビシリーズ
| 年   | 題名               | 役名     |
| ---- | ------------------ | -------- |
| 2005 | 荊の城 Fingersmith | スーザン |

## 受賞とノミネート
| 年   | 題名                           | 賞名                         | 部門                                    | 結果       |
| ---- | ------------------------------ | ---------------------------- | --------------------------------------- | ---------- |
| 2008 | 『ハッピー・ゴー・ラッキー』   | ベルリン国際映画祭銀熊賞     | ベルリン国際映画祭銀熊賞                | 受賞       |
| 2008 | 『ハッピー・ゴー・ラッキー』   | ゴールデングローブ賞         | 主演女優賞 (ミュージカル・コメディ部門) | 受賞       |
| 2008 | 『ハッピー・ゴー・ラッキー』   | ニューヨーク映画批評家協会賞 | 主演女優賞                              | 受賞       |
| 2013 | 『ブルージャスミン』           | アカデミー賞                 | 助演女優賞                              | ノミネート |
| 2013 | 『ブルージャスミン』           | ゴールデングローブ賞         | 助演女優賞                              | ノミネート |
| 2013 | 『ブルージャスミン』           | 英国アカデミー賞             | 助演女優賞                              | ノミネート |
| 2017 | 『シェイプ・オブ・ウォーター』 | 全米映画批評家協会賞         | 主演女優賞                              | 受賞       |
| 2017 | 『シェイプ・オブ・ウォーター』 | ロサンゼルス映画批評家協会賞 | 主演女優賞                              | 受賞       |